# Zupa pomidorowa
Zupa pomidorowa, także pomidorówka – zupa przygotowywana na bazie wywaru drobiowego lub np. warzywnego.

## Charakterystyka
Głównym składnikiem dania są świeże pomidory lub koncentrat pomidorowy. Zupę podaje się z makaronem lub ryżem, lanym ciastem czy tzw. zacierką. Część osób do poprawy smaku stosuje zioła, np. bazylię, natkę pietruszki oraz zabiela śmietaną.
Zupa pomidorowa składa się na tradycyjny obiad kuchni polskiej. Przepis na to danie był znany w Polsce przynajmniej od XIX wieku.

## Zupa pomidorowa w kulturze
Niektóre odniesienia do zupy pomidorowej w kulturze:
- w utworze Na odejście poety i pociągu osobowego Tadeusza Różewicza, danie jest symbolem monotonnej codzienności[5],
- zupa jest głównym motywem parodii muzycznej - Pomidorowa autorstwa Letni[6]
- Andy Warhol stworzył serię 32 obrazów przedstawiających puszki zupy pomidorowej[7].